# I stället för vykort
I stället för vykort är ett musikalbum av Cornelis Vreeswijk, utgivet 1973. 
Albumet betecknas av Yrkestrubadurernas förening vara Cornelis Vreeswijks mest politiska skiva. År 1973 var Vreeswijk knuten till det multinationella skivbolaget Philips, samtidigt som flera av hans svenska musikkollegor hade startat det lilla skivbolaget YTF(r), där tanken var att vinsten skulle gå till artisterna själva i stället för till stora skivbolag. Vreeswijk ville gärna hjälpa sina vänner genom att spela in en skiva där, och eftersom texterna var lite för radikala för Philips image fick han tillstånd att spela in denna skiva. Skivan låg helt rätt i tiden och hade antagligen kunnat bli en försäljningsmässig framgång, men YTF(r) lyckades aldrig få igång en ordentlig distribution av skivan, så den var nästan omöjlig att få tag i som LP-skiva. Det är först på 2000-talet och som CD-skiva den har fått den ordentlig distribution. 
I stället för vykort spelades in i Stockholm 17, 18 och 19 februari 1973. Producent är Cornelis själv.

## Låtlista
Sångerna är skrivna av Cornelis Vreeswijk om inte annat anges.

### Sida A
1. "Till Sara Lidman" – 2:16
2. "Till Jack" (trad/Cornelis Vreeswijk) – 2:04
3. "Till Lewi Petrus" – 3:09
4. "Till damtidningen Femina" – 2:02
5. "Till Cleo mellan dig och mig" – 1:32
6. "Till Svenska Säkerhetspolisen" – 2:50
7. "Till Jan Myrdal" – 2:09

### Sida B
1. "Från fångarna på Kumla" – 1:42
2. "Till Riddarhuset" – 2:35
3. "Till Riksbanken" – 2:38
4. "Till Landsorganisationen LO" (trad/Cornelis Vreeswijk) – 4:07
5. "Till hans Excellens Statsminister Olof Palme" (Sabu Martinez/Cornelis Vreeswijk) – 2:19
6. "Till en gammal knarkare" (Red Mitchell/Cornelis Vreeswijk) – 4:09
7. "Till redaktör Ulf Thorén julhelgen 1972" – 1:42
8. "Till Gunnel" (Bonuslåt på cd-utgåvan) – 3:11

## Medverkade musiker
- Cornelis Vreeswijk – sång och gitarr
- Rune Gustafsson – gitarr
- Janne Schaffer – gitarr
- Hans Rosén – gitarr
- Red Mitchell – bas
- Sabu Martinez – congas
- Johnny Martinez – congas
- Björn Ståbi – fiol (A4)
- Jan Lindgren – steel guitar (A6)